# NGC 4577
NGC 4577 (другие обозначения — NGC 4591, IRAS12366+0617, UGC 7821, VCC 1780, MCG 1-32-124, ZWG 42.191, PGC 42319, HRS 226) — галактика в созвездии Девы.
Оценки положения диска галактики, определённые кинематически и фотометрически, хорошо согласуются: для позиционного угла оценки отличаются на 2°, для наклона — на 1°. Кривая вращения регулярна и симметрична и наблюдается до эффективного радиуса галактики.
Этот объект занесён в Новый общий каталог дважды, с обозначениями NGC 4577 и NGC 4591.